# A pamiętasz jak?
A pamiętasz jak? 2011 – polski hip-hopowy utwór muzyczny wyprodukowany przez Sebastiana Imbierowicza (DJ 600V) z udziałem kilkunastu gościnnie występujących muzyków.

## Historia
Został wydany w marcu 2011 jako 93...94 na albumie o tym samym tytule, a potem znalazł się jako 19 pozycja w albumie Style (Operacja Zrób To Głośniej) z 2015, jako remake utworu z 2011 ze zmienionym tekstem. Był jedną z największych polskich kolaboracji hiphopowych w 2011. Nagranie utworu nastąpiło z inicjatywy Michała Tadeusza Kaplińskiego (Małolata) oraz Piotra Gąssowskiego, którzy od 2010 organizowali imprezy muzyczne pod nazwą A pamiętasz jak?. Utwór celebrował pierwsze urodziny cyklu.

## Struktura
Kolejne partie utworu wykonują następujący artyści:

- Zwrotka 1: Numer Raz
- Zwrotka 2: Pyskaty
- Zwrotka 3: Onar
- Zwrotka 4: Małolat
- Zwrotka 5: Pelson i Włodi
- Zwrotka 6: Ten Typ Mes i Stasiak
- Zwrotka 7: Hades
- Zwrotka 8: Platoon
- Zwrotka 9: Kosi, Ero i Vienio
- Zwrotka 10: Diox
- Zwrotka 11: Chada
- Zwrotka 12: Pezet
- Zwrotka 13: Sokół
- Zwrotka 14: Juchas[1].

## Odniesienia kulturowe
W wersji z 2015 (we wcześniejszej zresztą także) utwór zawiera liczne odniesienia do historii polskiego i światowego rapu, kultury lat 90. XX wieku i innych zdarzeń oraz postaci historycznych. Wspominane są takie postacie, zjawiska, dzieła i obiekty, jak: 

- zwrotka 1: aktywista afroamerykański Malcolm X, a właściwie film o nim nakręcony przez Spike Lee,
- zwrotka 2: Klub Hybrydy w Warszawie (jeden z najstarszych klubów studenckich w Polsce), postacie DJ 600V i Bogny Świątkowskiej ("matki chrzestnej polskiego rapu"), pierwsze bitwy raperskie i walkman,
- zwrotka 3: Radio Jazz, czasopisma Ślizg i Klan, Rozgłośnia Harcerska, kluby „Remont”, „Scena” i „Alfa”, gdzie odbywały się pierwsze koncerty organizowane przez Sebastiana Imbierowicza,
- zwrotka 4: teren przy Teatrze Capitol w Warszawie, lubiany przez deskorolkarzy, kasety magnetofonowe, moda na dresy, kompilacja Smak B.E.A.T. Records, formacja MOP Skład, kasety VHS,
- zwrotka 5: zespół Funky Joint Squad, czwarty utwór rapera Nasa z jego debiutanckiego albumu Illmatic (The World Is Yours), Śmiertelny zastrzyk (piąty solowy album amerykańskiego rappera, Ice Cube’a), kurtka w stylu zespołu Boot Camp Clik,
- zwrotka 6: chipsy Ruffles, odzież baggy, air, ivy, vans oraz polskie tzw. lenary (bawełniane spodnie typu baggy projektu Ryszarda Lenara), autobus Ikarus, zespół 2 Unlimited, elektroniczna zabawka Tamagotchi, klub „Remont”,
- zwrotka 7: klub studencki Proxima, amerykański raper Rakim,
- zwrotka 8: płyta winylowa, utwór Czujee Sie Lepiey polskiego zespołu Trials X,
- zwrotka 9: grupa JWP, ulica Smolna w Warszawie, Klub Hybrydy, raperzy The Notorious B.I.G. i Big L, program Yo! MTV Raps,
- zwrotka 10: grupy Molesta Ewenement i Warszafski Deszcz, Błękitny Wieżowiec w Warszawie, utwór Jeszcze będzie czas zespołu WWO,
- zwrotka 11: walkman, raper Nas, polski amatorski film Eastota z 1996 z udziałem Kaczy, Włodiego i Vienia, kurtka tzw. sześćdziesiątka piątka, bazary i handel z łózek polowych, raperzy Doniu (negatywnie), Liroy (doceniony za zdobycie nagród muzycznych „Fryderyk”) i The Notorious B.I.G.,
- zwrotka 12: boombox, serwis Vimeo, radiomagnetofon Sony, kserokopiarka, spraye Belton do tagowania, w tym metaliczne, tzw. chromy, Wkurwione bity (trzeci album DJ 600V),
- zwrotka 13: grupa ZIP Skład, Klub Hybrydy,
- zwrotka 14: podsumowanie[1].